# Ведерніков Іван Корнійович
Іван Корнійович Ведерніков (17 листопада 1923, с. Новокраснянка, нині Кремінський район Луганської області — 14 серпня 2018, Москва) — полковник Радянської Армії, учасник Другої світової війни, льотчик-випробувач, Герой Радянського Союзу (1981).

## Біографія
Іван Ведерніков народився 17 листопада 1923 року в селі Новокраснянка (нині — Кремінський район Луганської області України). У 1941 році закінчив Лисичанський аероклуб. У липні 1941 року призваний на службу в Робітничо-селянську Червону армію. У 1944 році Ведерніков закінчив військову авіаційну школу льотчиків в Омську і об'єднане військове авіаційне училище в Грозному. З лютого 1945 року — на фронтах війни. Був льотчиком 35-го гвардійського бомбардувального авіаполку, зробив 6 бойових вильотів на бомбардувальнику «Пе-2». Після закінчення війни Ведерніков продовжив службу в Радянській армії.
У 1950—1962 роках Ведерніков був льотчиком-випробувачем ГК НДІ ВПС. Брав участь у випробуваннях бомбардувальників «Ту-16» і «Ту-95», пасажирських літаків «Ту-114» і «Ту-116». У січні 1962 року звільнений у запас і перейшов на роботу в ОКБ А. М. Туполєва. 1962—1990 роках був льотчиком-випробувачем цього ОКБ. Брав участь у випробуваннях протичовнових літаків «Ту-142» і «Ту-142М», військового літака «Ту-95РЦ», пасажирських літаків «Ту-104», «Ту-124», «Ту-114», «Ту-134», «Ту-144», «Ту-154», а також їх різних модифікацій.
Указом Президії Верховної Ради СРСР від 3 вересня 1981 року за мужність і героїзм, проявлені при випробуванні нової авіаційної техніки" льотчик-випробувач Іван Ведерніков удостоєний високого звання Героя Радянського Союзу з врученням ордена Леніна і медалі «Золота Зірка» за номером 11459.
До 2016 року проживав у місті Жуковському Московської області, працював інженером-методистом в ОКБ Туполєва.
З 2016 року жив у Москві. Пенсіонер.
Заслужений льотчик-випробувач СРСР. Нагороджений двома орденами Леніна, орденами Жовтневої Революції, Червоного Прапора, Вітчизняної війни 1-го ступеня і Червоної Зірки, а також низкою медалей.
Помер 14 серпня 2018 року. Похований на Троєкуровському кладовищі Москви.